# Copaifera elliptica
Copaifera elliptica är en ärtväxtart som beskrevs av Carl Friedrich Philipp von Martius. Copaifera elliptica ingår i släktet Copaifera, och familjen ärtväxter. Inga underarter finns listade i Catalogue of Life.